# St. Sebastian (Prölsdorf)

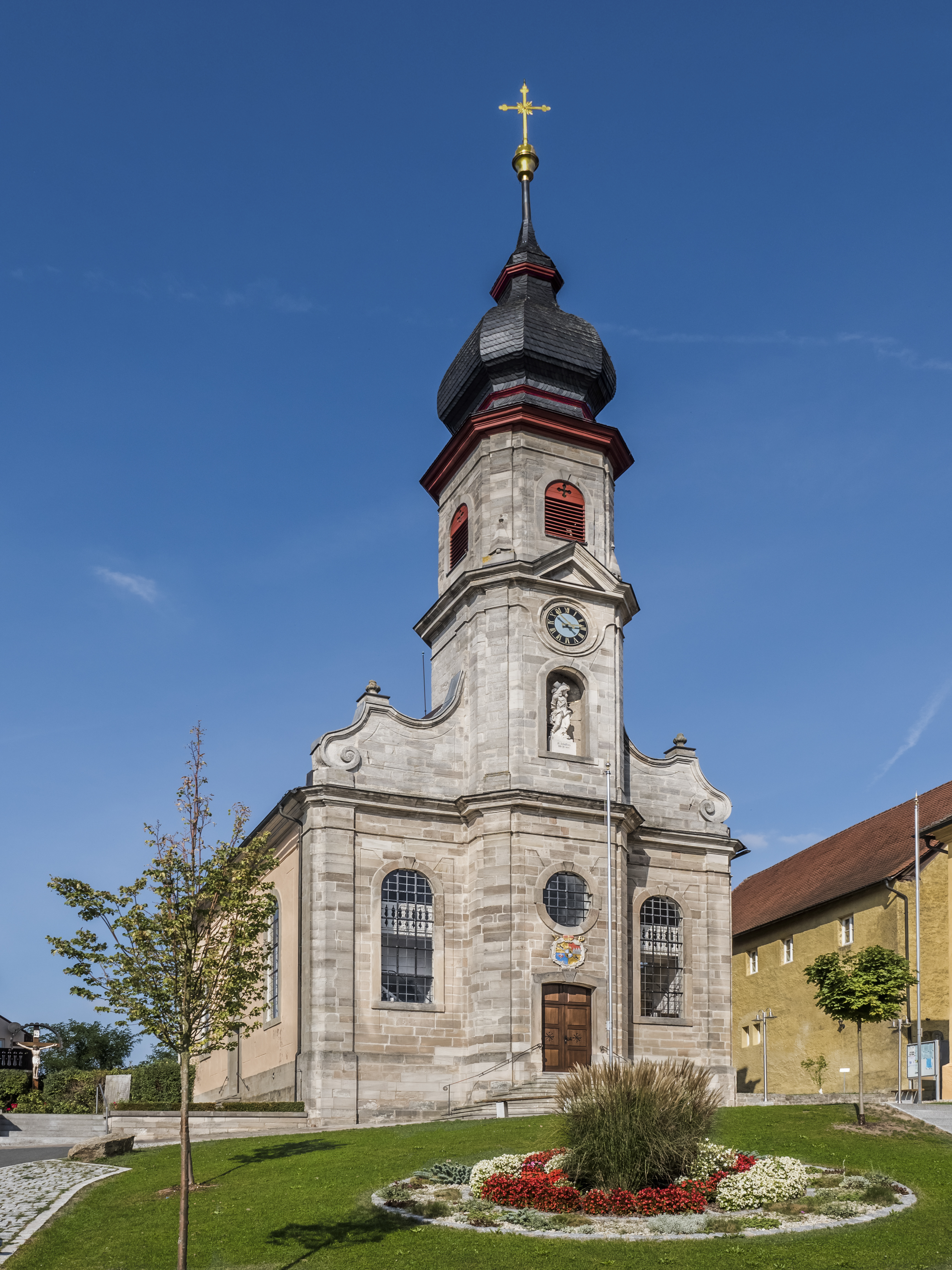
St. Sebastian in Prölsdorf

Die römisch-katholische Pfarrkirche St. Sebastian steht in Prölsdorf, einem Gemeindeteil von Rauhenebrach im unterfränkischen Landkreis Haßberge in Bayern. Das denkmalgeschützte Bauwerk entstand Mitte des 18. Jahrhunderts.  Die Pfarrei gehört zur Pfarreiengemeinschaft Heilig Geist (Rauhenebrach) im Dekanat Haßberge des Bistums Würzburg.

## Beschreibung
Die Saalkirche wurde 1764/66 nach einem Entwurf von Johann Michael Fischer erbaut. Sie besteht aus einem mit einem Walmdach bedeckten Langhaus, einem eingezogenen, dreiseitig geschlossenen Chor im Norden und einem dreigeschossigen Fassadenturm im Süden, der mit einer Zwiebelhaube bedeckt ist. Das zweite, von Voluten flankierte Geschoss beherbergt die Turmuhr und in einer Nische die Statue des Heiligen Sebastian, das dritte den Glockenstuhl, in dem drei 1952 gegossene Kirchenglocken hängen. 
Die 1861 von Josef Wiedemann gebaute Orgel hat 13 Register, ein Manual und ein Pedal.